# Přenesená působnost
Přenesená působnost územní samosprávy znamená, že obsah výkonu státní správy je v určitém rozsahu státem přenesen (delegován) na územní samosprávu. 
V podstatě tedy stát vykonává státní správu v přenesené působnosti prostřednictvím úředníků, kteří nejsou zaměstnanci státu, ale zaměstnanci územně samosprávných jednotek, zařazení do jejich úřadů, které ji vykonávají vedle samostatné působnosti svého územně-samosprávného celku. Ve státech se smíšeným modelem veřejné správy je tak přiblížena státní správa občanům.

## Přenesená působnost v České republice
V České republice jsou územně-samosprávnými jednotkami obce a kraje. Při výkonu samostatné působnosti není rozhodující velikost obce a všechny obce jsou si rovny. Co se týče přenesené působnosti, zákon o obcích rozlišuje několik typů obcí z hlediska rozsahu výkonu svěřené státní správy. Je to:
- základní rozsah,
- rozsah pověřeného obecního úřadu a
- rozsah úřadu obce s rozšířenou působností.

Hlavní město Praha a statutární města mohou některé působnosti statutem delegovat dále na své samosprávné městské části nebo městské obvody. 
- do základního rozsahu výkonu přenesené působnosti patří např. evidence obyvatel,
- pověřený obecní úřad také vydává např. stavební povolení a
- obecní úřad obce s rozšířenou působností je mj. oprávněn vydávat občanské průkazy a cestovní pasy

Při výkonu přenesené působnosti jsou orgány obcí a krajů vázány předpisy ústředních orgánů - usneseními vlády a směrnicemi ústředních správních úřadů. Tyto předpisy jsou vyhlašovány ve věstníku vlády pro orgány krajů a orgány obcí.
Právní předpisy územně-samosprávných celků vydávané v samostatné působnosti se nazývají vyhlášky, předpisy vydávané v přenesené působnosti se nazývají nařízení. 
Pokud zákon nestanoví výslovně, zda některá působnost je samostatná nebo přenesená, dochází někdy i k výkladovým sporům. Ve většině případů však lze působnost určit podle § 8 zákona o obcích („Pokud zvláštní zákon upravuje působnost obcí a nestanoví, že jde o přenesenou působnost obce, platí, že jde vždy o samostatnou působnost.“) a & 7 zákona o obcích („Státní správu, jejíž výkon byl zákonem svěřen orgánu obce, vykonává tento orgán jako svou přenesenou působnost.“), obdobně § 4 a § 2 zákona o krajích a § 33 zákona o hl. m. Praze. Pokud tedy zákon svěřuje působnost obecnímu úřadu nebo krajskému úřadu, nikoliv obci nebo kraji, jde vždy o přenesenou působnost. 